# Tuvalu jezik
Tuvalu jezik (tuvaluski, tuvaluanski jezik; ISO 639-3: tvl), austronezijski jezik s otoka Ellice, službeni u državi Tuvalu. Govori ga oko 10 700 ljudi na Tuvaluu (1998) i preko 3 000 na Fidžiju, Kiribatima, Nauruu i Novom Zelandu.
Postoje dva dijalekta sjeverni (nanumanga, nanumea, niutao) i službeni južni (Nukufetau, Vaitupu, Funafuti, Nukulaelae). Tuvaluski pripada ellicejskoj podskupini polinezijskih jezika. Piše se latinicom

## Vanjske poveznice
- Ethnologue (14th)
- Ethnologue (15th)